# Gert Nagel
Gert K. Nagel (* 16. Januar 1936 in Mannheim) ist ein deutscher Antiquitätenhändler und Auktionator.

## Werdegang
Nagel wurde als Sohn des Mannheimer Kunsthändlers Fritz Nagel (1897–1981) geboren. Er studierte an der Staatlichen Akademie der Bildenden Künste Stuttgart und absolvierte eine Ausbildung zum Restaurator. 1965 übernahm er von seinem Vater das 1949 in Stuttgart neu angesiedelte Kunstauktionshaus und führte es bis 1990 und übergab es an Robin Straub.
Im Jahr 1974 wurde er von der Industrie- und Handelskammer zum vereidigten und öffentlich bestellten Kunstsachverständigen ernannt. Sein einziges Kind verstarb im Jahr 1985. Anlässlich seines 50. Geburtstags überließ er der Stadt Ellwangen seine Kollektion von Schrezheimer Fayencen. 2003 eröffnete er in Kornwestheim das Sammlermuseum Gert Nagel, das Ende 2010 wieder geschlossen wurde. Seine Sammlung wurde 2016 versteigert.
Er ist Verfasser zahlreicher kunstgeschichtlicher Sachbücher, darunter das Schwäbische Künstlerlexikon. Als vereidigter Kunstsachverständiger trat er in der Fernsehsendung Kunst und Krempel auf.
Anlässlich seines 60sten Geburtstags gründete Gert Nagel die Konzertreihe Dixieland Jubilee mit traditionell swingendem Jazz. Der Erlös kommt gemeinnützigen Organisationen zugute. Die Konzerte mit einer Auslastung von über 90 % sind regelmäßig jeweils im Januar in Ludwigsburg zu erleben.

## Veröffentlichungen
- Erwin Starker. Bilder der schwäbischen Landschaft. Stuttgart-Plieningen 1978
- Schwäbisches Künstlerlexikon. Vom Barock bis zur Gegenwart. Kunst und Antiquitäten, München 1986, ISBN 3-921811-36-8.